# Gisleham
Gisleham – wieś w Anglii, w hrabstwie Suffolk, w dystrykcie East Suffolk. Leży 56 km na północny wschód od miasta Ipswich i 163 km na północny wschód od Londynu.